# Domeria d'Aubrac

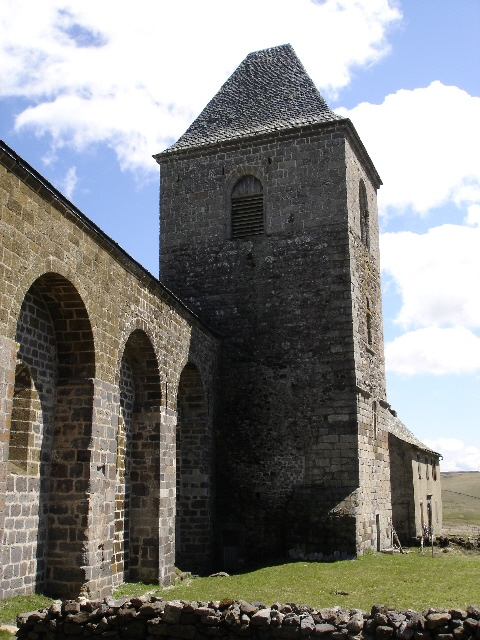
Vista d'una part del conjunt

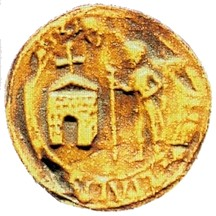
El segell de la Dômerie

La Dômerie d'Aubrac és un anitc monestir, situat al municipi de Saint-Chély-d'Aubrac. Fou fundat pels senyors de Roergue i del Gavaldà per tal de protegir els pelegrins que travessaven l'Aubrac. Donà origen i fou seu principal de l'Orde Hospitaler d'Aubrac.

## Presentació
«In loco horroris et vastae solitudinis» 
Es tracta d'un lloc d'horror i de profunda solitud. Aquesta inscripció extreta del càntic de Moisès de la Bíblia, Deuteronomi, 32:10, fou esculpit al frontó de la porta de la façana occidental del monestir de l'Aubrac.

## Situació
En altre temps, l'Aubrac era un bosc ombrívol i profund, que cobria tota la muntanya i s'estenia fins a la plana. Els llocs i els senglars eren els únics habitants d'aquests llocs. Un camí pavimentat d'època romana, travessava el bosc i unia Lió i Tolosa per Javols, la coneguda com a via Agrippa. Encara avui es poden veure restes d'aquest camí i era l'únic itinerari que es podia usar a l'hivern, ja que la neu cobria tota la zona i la boira era molt freqüent. Amb l'inici de l'edat mitjana encara cal afegir-hi els lladres, com a problema, així que la gent s'unia i travessava la zona en grup.